# Себальос, Себастьян
Себастьян Игнасио Себальос Гутьеррес (исп. Sebastián Ignacio Ceballos Gutierrez; род. 1 июля 1992) — чилийский гандболист, выступающий за испанский клуб второго дивизиона «Самору» и сборную Чили.

## Карьера

### Клубная
Себастьян Себальос перешёл в испанский клуб СБ Замора в 2013 году. В сезоне 2013/14, команда СБ Замора, где играл Себальос заняла второе место и вышла в Лига АСОБАЛ

### Сборная
Себастьян Себальос выступает за сборную Чили. За сборную Чили, Себальос сыграл 41 матч и забросил 92 мячей. Участник чемпионата Мира 2015, 2017 и 2019.

## Награды
- Серебряный призёр Панамериканских игр по гандболу: 2019
- Бронзовый призёр Панамериканских игр по гандболу: 2015
- Серебряный призёр чемпионата Панамерики: 2016
- Бронзовый призёр чемпионата Панамерики: 2018
- Бронзовый призёр Южноамериканских игр: 2018
- Серебряный призёр второго дивизиона чемпионата Испании: 2014